# Herta Mannheimer
Herta Mannheimer (* 6. Mai 1891 in Bütthard; † 10. September 1943 in Auschwitz) war eine deutsche Kommunalpolitikerin der SPD.

## Leben
Herta Mannheimer war eine von drei Töchtern des Kaufmanns Salomon Mannheimer und der Johanna Mannheimer, geb. Wolf. 1905 zog die Familie von Bütthard nach Heidingsfeld (heute Stadtteil von Würzburg), wo der Vater 1911 das Bürgerrecht erhielt. Nach dem frühen Tod der Mutter führte Herta Mannheimer den Haushalt.
Bei der Kommunalwahl 1924 wurde sie als einzige Frau in den Stadtrat von Heidingsfeld gewählt. Ihr Mandat behielt sie bis zur Eingemeindung nach Würzburg am 1. Januar 1930.
Nach dem Tod ihres Vaters emigrierte sie im August 1937 zunächst nach Martensdijk bei Utrecht, dann nach Amsterdam, wo sie im Haus Merwedeplein 37, der letzten Adresse von Anne Frank und ihrer Familie, wohnte. Am 9. März 1943 wurde Herta Mannheimer in das Durchgangslager Westerbork gebracht, von dort am 7. September 1943 in das KZ Auschwitz deportiert und noch am Tag ihrer Ankunft in der Gaskammer ermordet.
In den 1960er Jahren benannte die Stadtverwaltung Würzburg den Herta-Mannheimer-Weg in Heidingsfeld nach ihr. Vor dem früheren Wohnhaus der Familie Mannheimer in der Kirchgasse 12 wurde am 13. April 2007 ein Stolperstein für sie verlegt.